# Durham (Californië)
Durham is een plaats (census-designated place) in Butte County in Californië in de VS.

## Geografie
De totale oppervlakte bedraagt 212,2 km² (81,9 mijl²) waarvan 211,9 km² (81,8 mijl²) land is en 0,3 km² (0,1 mijl²) of (0,15%) water is.

## Demografie
Volgens de census van 2000 bedroeg de bevolkingsdichtheid 24,6 inw/km² en bedroeg het totale bevolkingsaantal 5220 als volgt onderverdeeld naar etniciteit:
- 92,18% blanken
- 0,13% zwarten of Afrikaanse Amerikanen
- 0,79% inheemse Amerikanen
- 0,61% Aziaten
- 0,11% mensen afkomstig van eilanden in de Grote Oceaan
- 3,58% andere
- 2,59% twee of meer rassen
- 8,98% Spaans of Latino

Er waren 1914 gezinnen en 1466 families in Durham. De gemiddelde gezinsgrootte bedroeg 2,72.

## Plaatsen in de nabije omgeving
De onderstaande figuur toont nabijgelegen plaatsen in een straal van 32 km rond Durham.